# Arachniodes standishii
Arachniodes standishii är en träjonväxtart som först beskrevs av Thomas Moore, och fick sitt nu gällande namn av Jisaburo Ohwi. Arachniodes standishii ingår i släktet Arachniodes och familjen Dryopteridaceae. Inga underarter finns listade.

## Bildgalleri

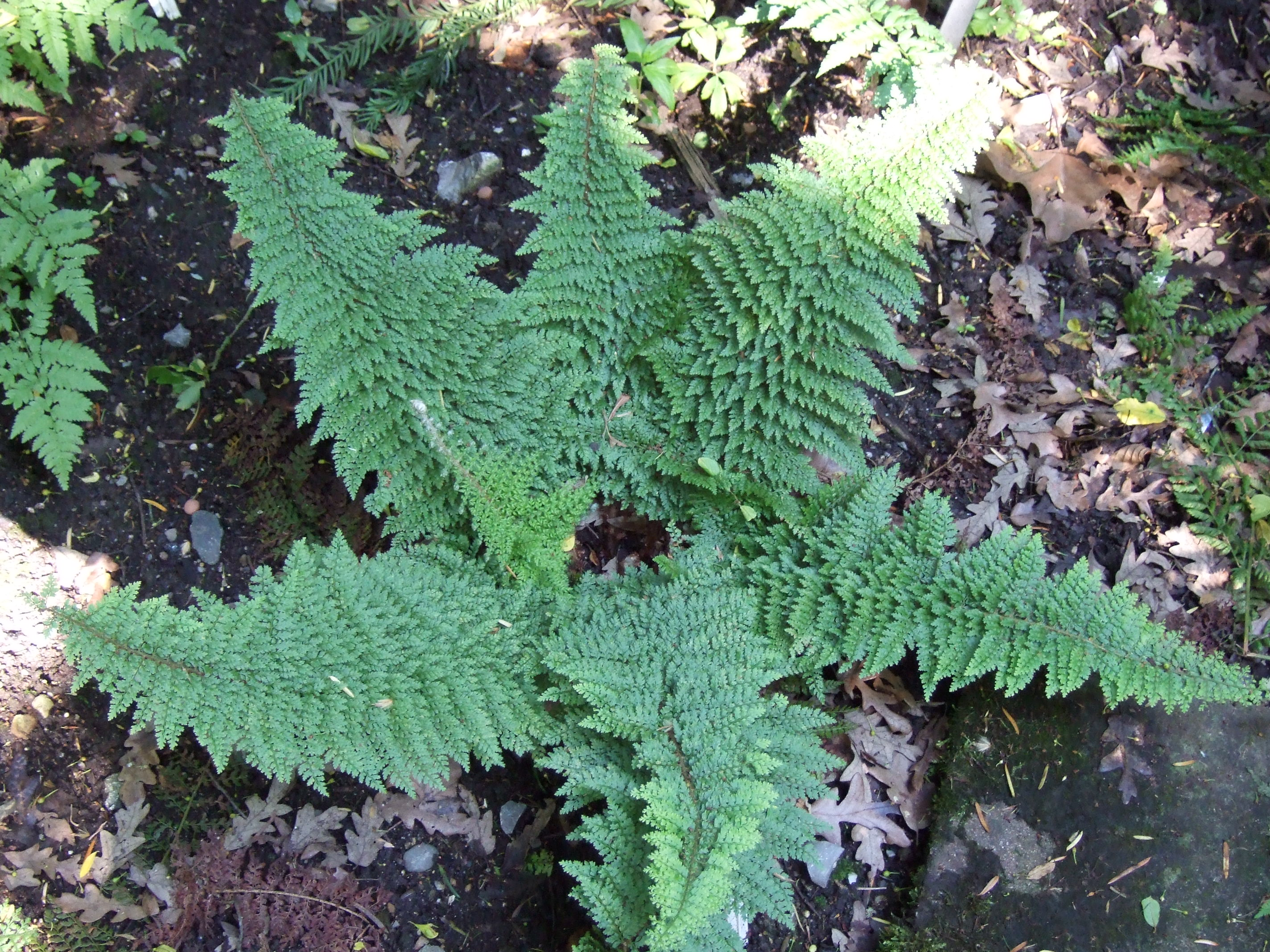
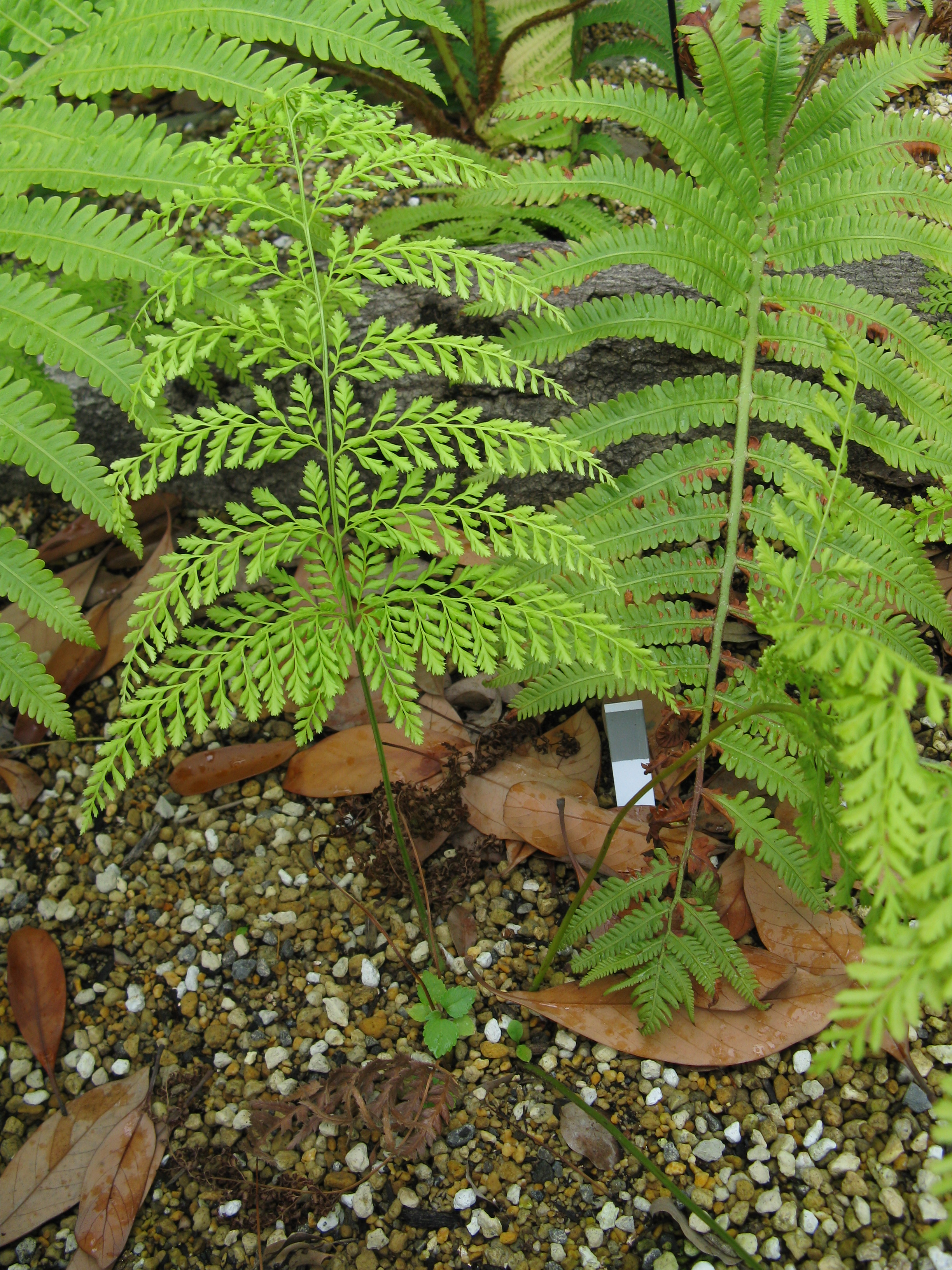